# Hôtel Massia de Sallèles
L’hôtel Massia de Sallèles, ou d'Avèze, est un hôtel particulier du XVIIe siècle situé à Montpellier, dans le département de l'Hérault, au 3 rue du Cannau.

## Histoire
L'hôtel d'Avèze semble dater des environs de 1650 dont les anciens propriétaires sont des officiers royaux aux travers des familles des Grilhe, puis les de Rivière.
Une expertise de 1695 situe la construction après l'achat de la demeure, en 1678, par le trésorier de France Guillaume Massia de Sallèles.
La façade et la toiture donnant sur la place font l'objet d'une inscription au titre des monuments historiques depuis le 25 septembre 1943.

## Description
L'hôtel d'Avèze possède un grand porche qui mène à la cour intérieure où le péristyle à colonnes ioniques supporte l'entablement surmonté de balustres en pierre du premier étage. L'escalier couronné par un dôme, est réalisé en lanterne, avec trois rampes suspendues en ferronnerie. Au premier étage, sont présentes quatre colonnes et deux demi-colonnes d'ordre ionique. Au deuxième étage, deux demi-colonnes et quatre pilastres d'ordre corinthien sont réalisés.

## Galerie

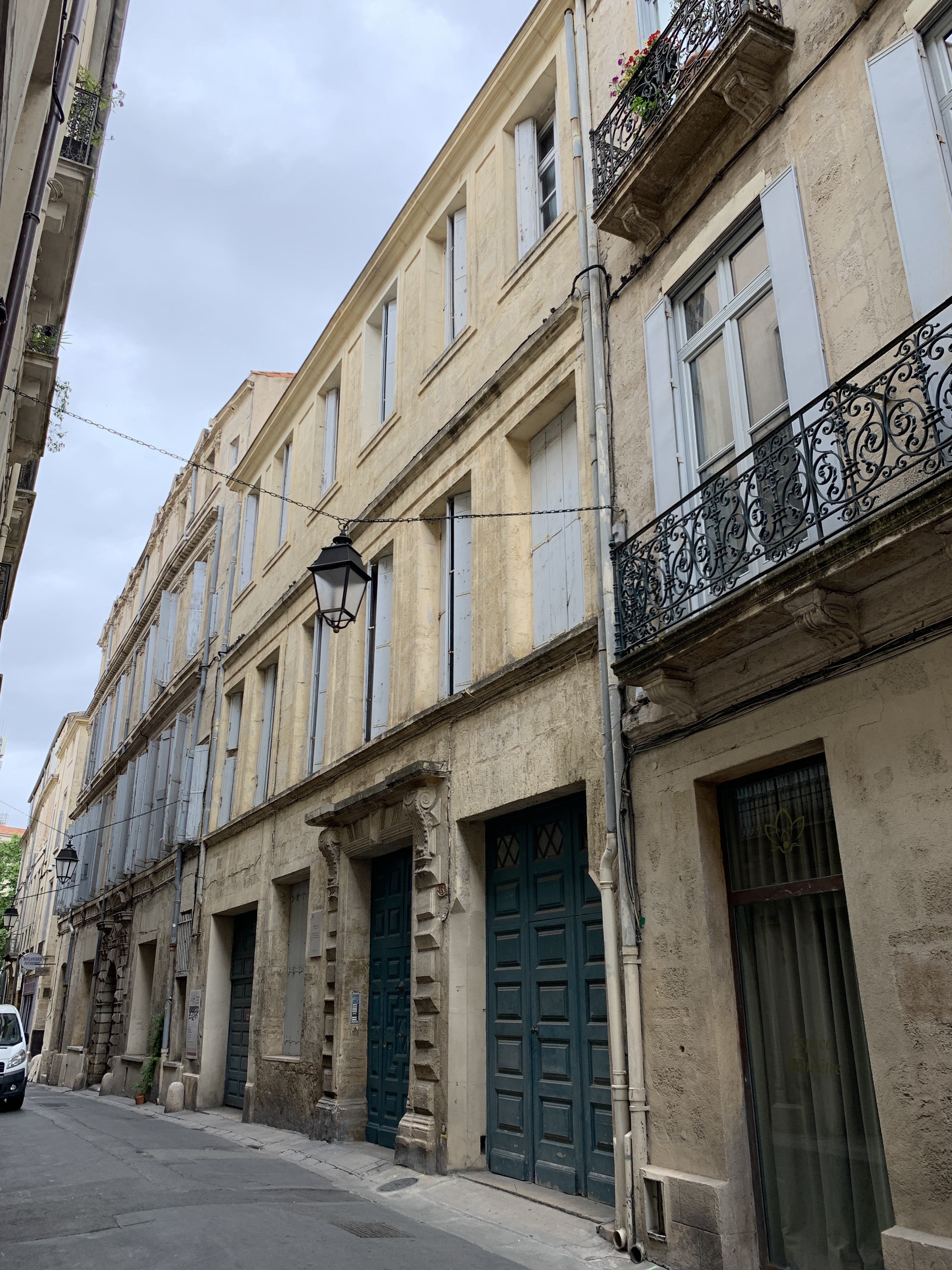
Vue générale dans l'étroite rue du Cannau.
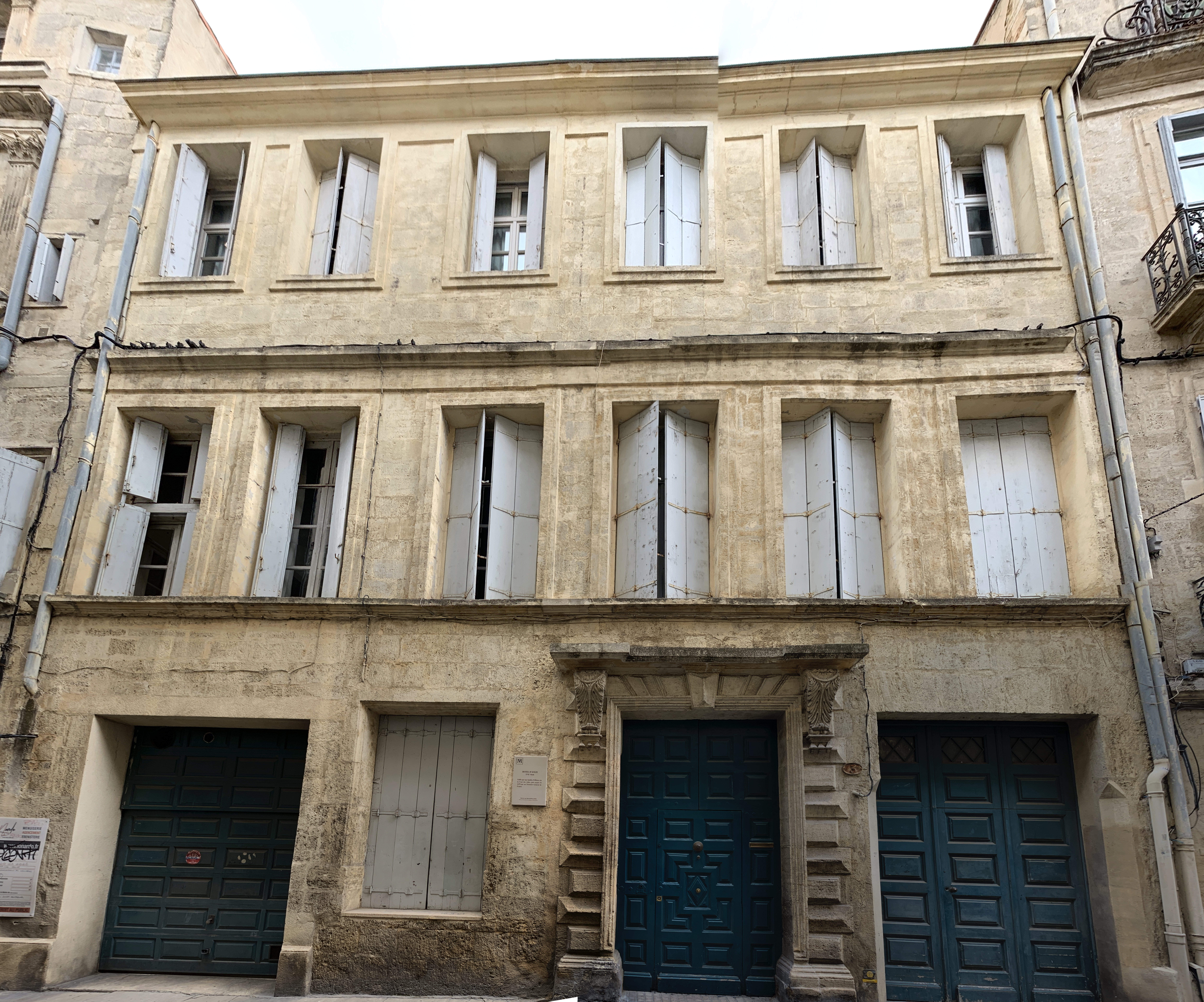
Vue détaillée de la façade de l'hôtel particulier.
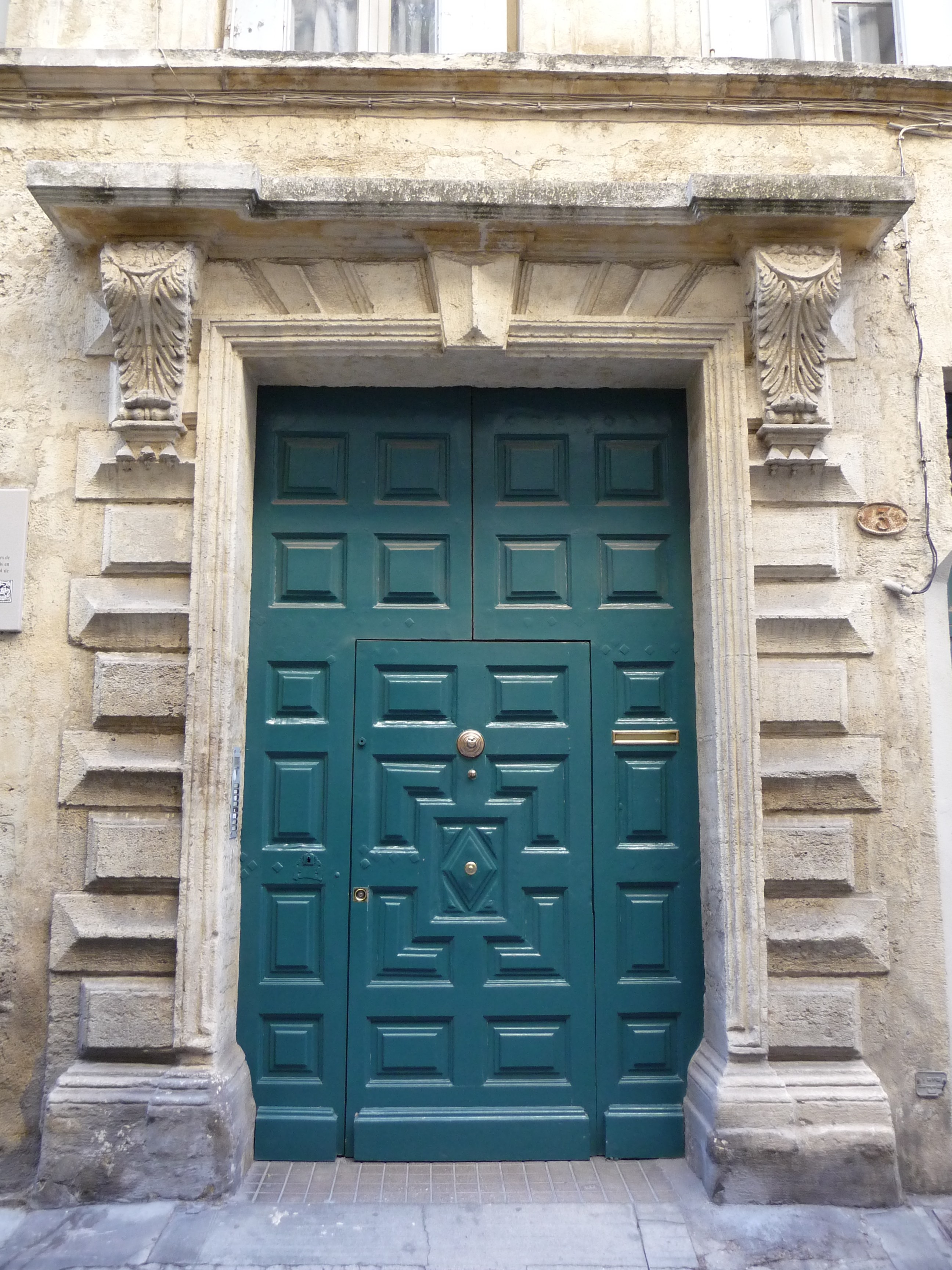
Visuel de la porte d'entrée donnant sur la rue.
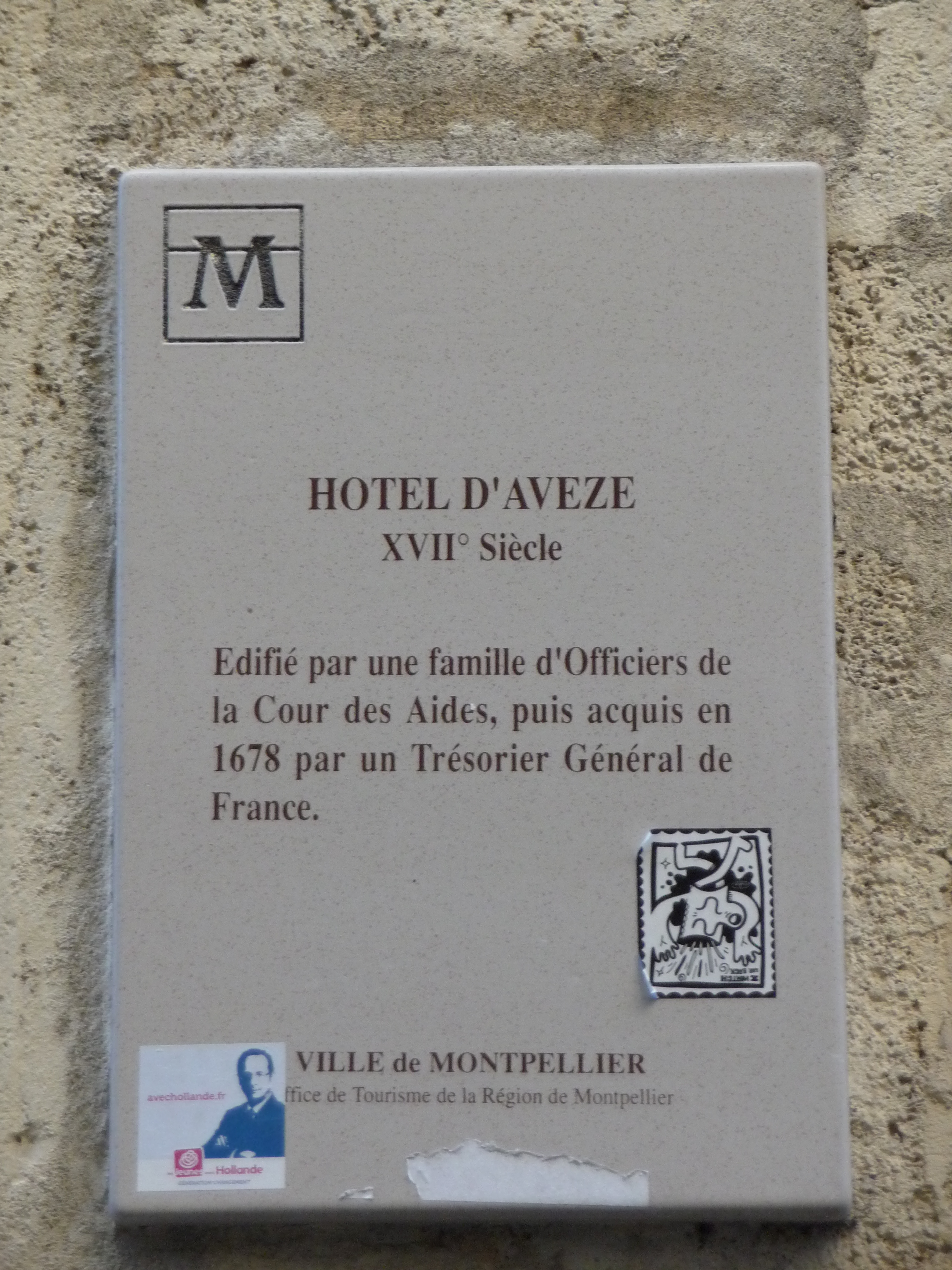
Plaque d'identification apposée par la ville.
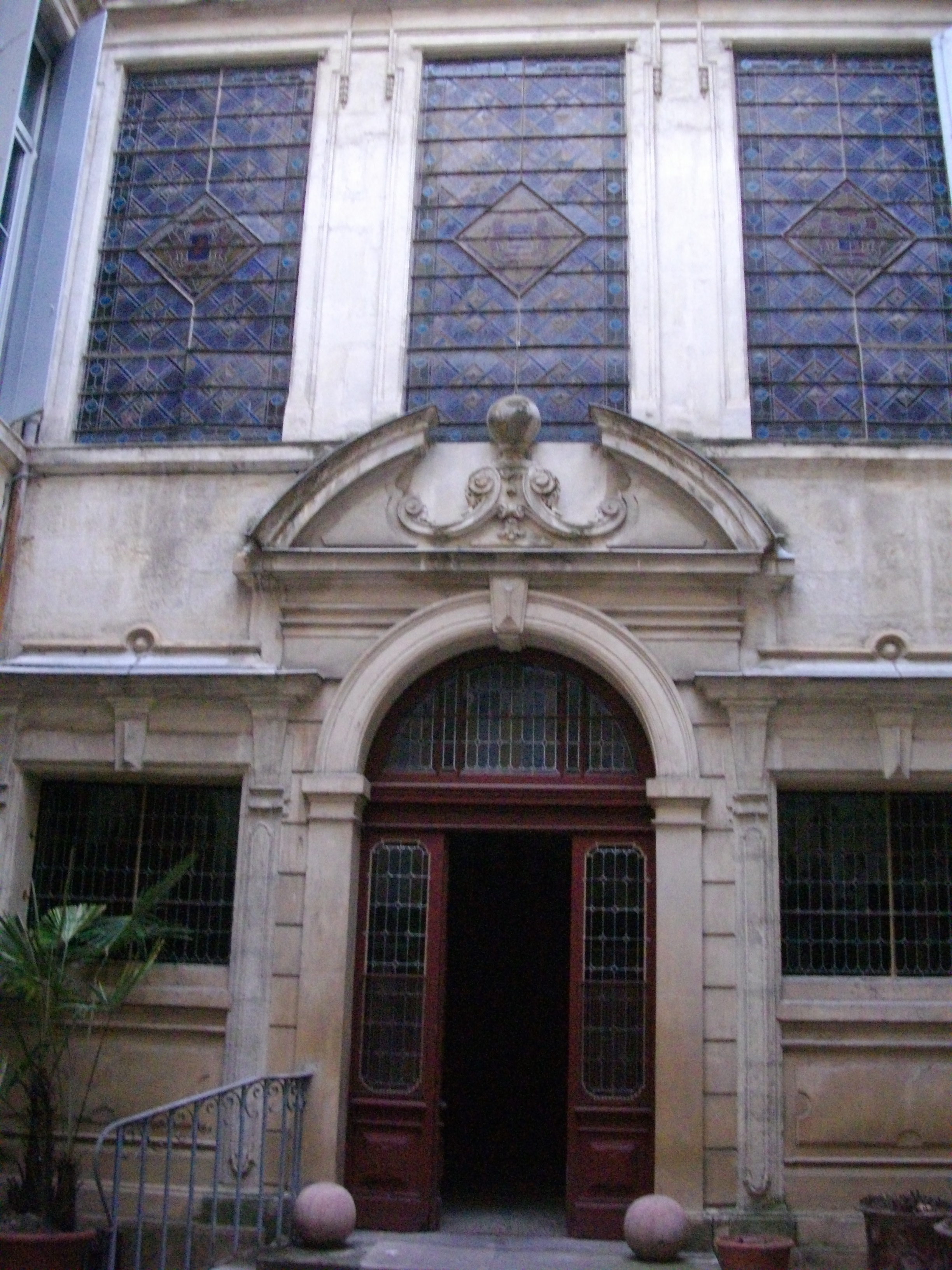
Vue générale de la façade intérieure.
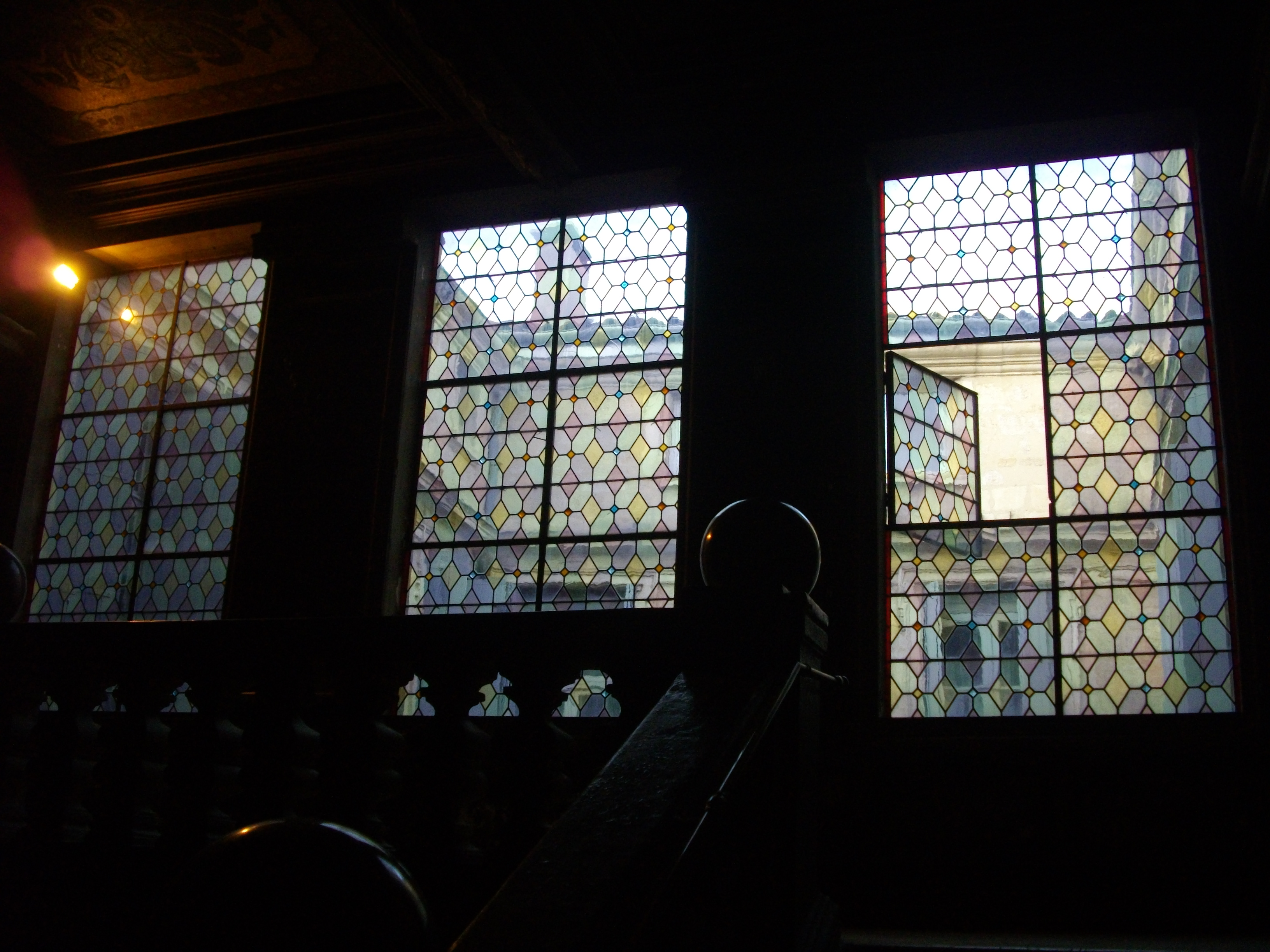
Vue intérieure depuis de 2e étage.
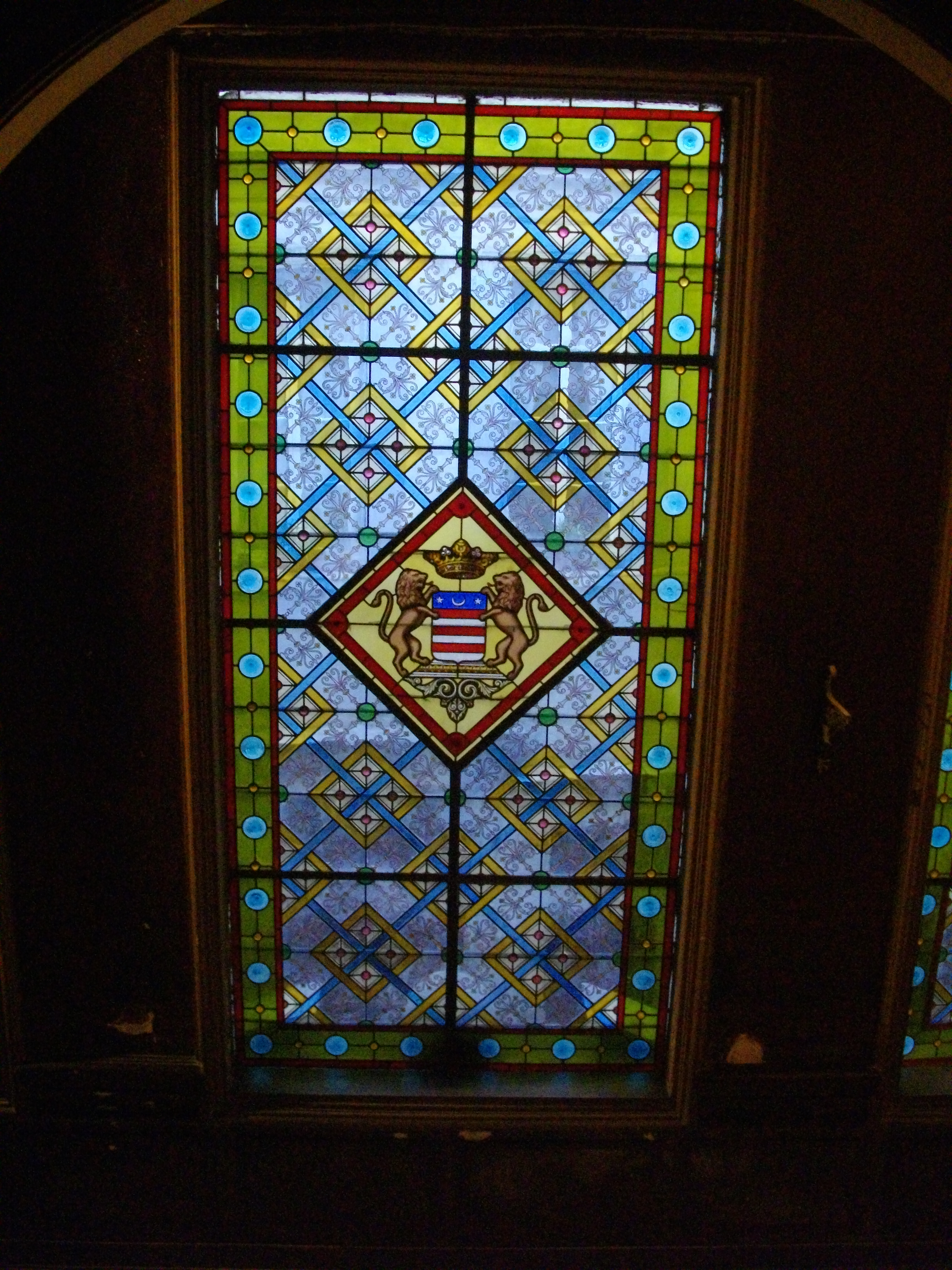
Visuel d'un des vitraux.